# برج غلطة
برج غلطة (بالتركية: Galata Kulesi)، والمسمى أيضًا برج المسيح ("Christea Turris")، واحد من أقدم وأجمل الأبراج في إسطنبول، وتعود فترة بناءه إلى العصور الوسطى ويوجد بمنطقة غلاطة في إسطنبول بتركيا شمال القرن الذهبي. وهو عبارة عن بناية على شكل أسطوانة عالية ذات سقف مخروطي تهيمن على الأفق وتوفر إطلالة بانورامية على شبه جزيرة اسطنبول التاريخية وضواحيها. وغالبًا ما يتم الخلط بينه وبين برج غلطة القديم، والذي كان برجًا بيزنطيًا، يُدعى البرج العظيم.

## الوصف

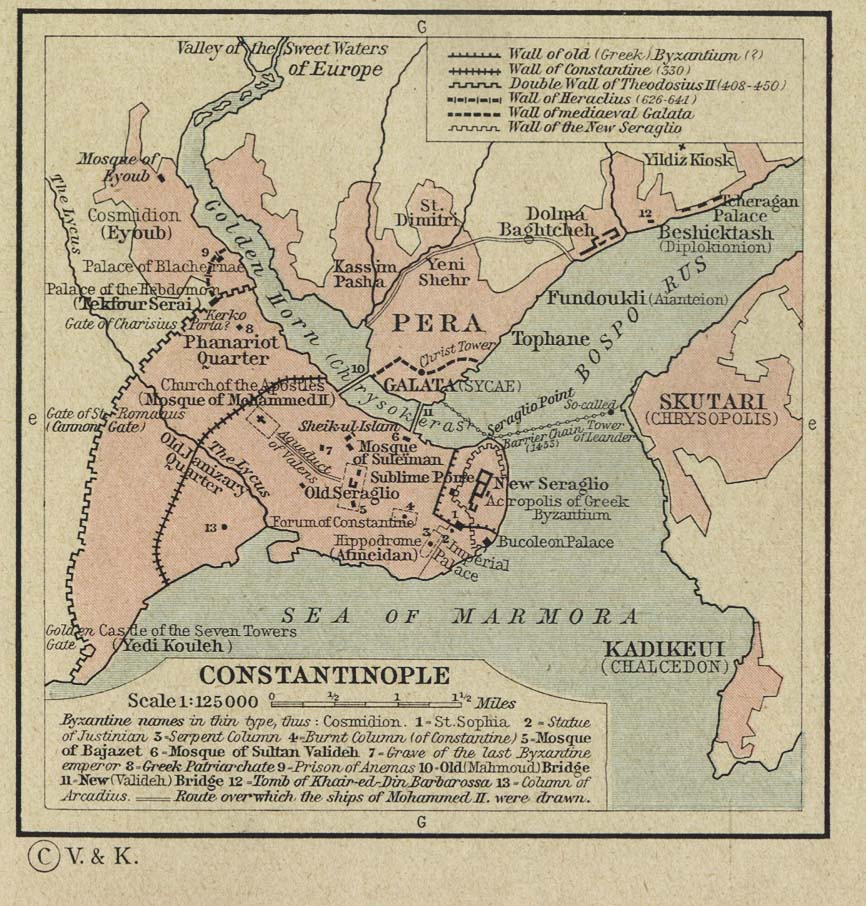
راعي القسطنطينية

يبلغ ارتفاع البرج المكون من تسعة طوابق 66.90 مترًا، و 62.59 مترًا بدون الزخرفة في الأعلى، و 51.65 مترًا من سطح المراقبة، وكان أطول مبنى في المدينة عندما تم بناؤه. وقد شيد في منطقة تقع على ٳرتفاع 61 مترًا فوق مستوى سطح البحر. يبلغ قطر البرج الخارجي 16.45 مترًا في القاعدة وقطرًا داخليًا يبلغ 8.95 مترًا، ويبلغ سمك الجدران 3.75 مترًا.
يوجد مطعم ومقهى في الطوابق العليا التي تطل على ٳسطنبول ومضيق البوسفور. كما يوجد أيضًا في الطوابق العليا ملهى ليلي يستضيف عروضاٞ ترفيهية. ويوجد مصعدين عاملين ينقلان الزوار من الطابق السفلي إلى الطوابق العليا.

## التاريخ
تم بناء البرج المصمم على الطراز الرومانسكي باسم كريستيا توريس («برج المسيح») في عام 1348 أثناء توسع مستعمرة جمهورية جنوة في القسطنطينية. وقد تم بناؤه ليحل محل برج غلطة القديم، وهو برج بيزنطي أصلي اسمه «البرج العظيم»، هذا الأخير كان يقف على الجانب الشمالي من منطقة القرن الذهبي في القسطنطينية، ويمثل نهاية الطرف الشمالي للسلسلة العظيمة، والتي امتدت عبر فم القرن الذهبي لمنع سفن العدو من دخول الميناء. وكان هذا البرج في موقع مختلف عن موقع البرج الحالي ودُمر في عام 1203 خلال الحملة الصليبية الرابعة.
تم تعديل الجزء العلوي من برج غلطة الحالي في العديد من عمليات الترميم خلال الفترة العثمانية عندما تم استخدامه كبرج مراقبة لاكتشاف الحرائق. وما بين سنتي 1630-1632، ووفقًا لكتاب سياحت نامه للمؤرخ والرحالة العثماني أوليا جلبي، طار هزارفن أحمد جلبي كطيار عابر للقارات مبكرًا لما يقرب من ستة كيلومترات باستخدام أجنحة صناعية للانزلاق من هذا البرج فوق مضيق البوسفور إلى منحدرات أسكودار على الجانب الأناضولي.
في عام 1875، تم تدمير السقف المخروطي أعلى المبنى خلال عاصفة قوية. وبقي البرج بدون هذا السقف المخروطي لبقية الفترة العثمانية. وبعد عشرات السنوات، وخلال أعمال الترميم بين عامي 1965 و1967، أعيد بناء السقف المخروطي وتم استبدال الجزء الداخلي الخشبي للبرج بهيكل خرساني وتم فتح البرج للعامة.
ومن أعلى البرج، رسم بيير بريفوست وهو أول رسام بانورامي فرنسي، لوحة «بانوراما القسطنطينية» سنة 1818، والتي عُرضت لاحقًا في باريس عام 1825. تتكون الصورة البانورامية الموضحة أدناه من عشر صور مأخوذة من برج غلطة بواسطة شركة التصوير جان باسكال صباح، ومن المحتمل أن تكون قد التقطت في ثمانينيات القرن التاسع عشر.

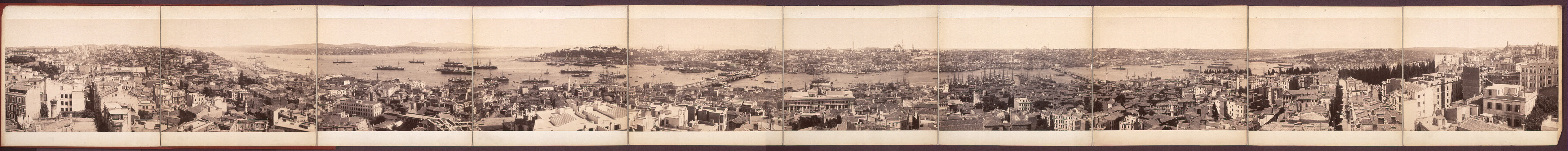
الصور العشرة للمنظر البانورامي من سطح المراقبة لبرج غلطة خلال أواخر العهد العثماني

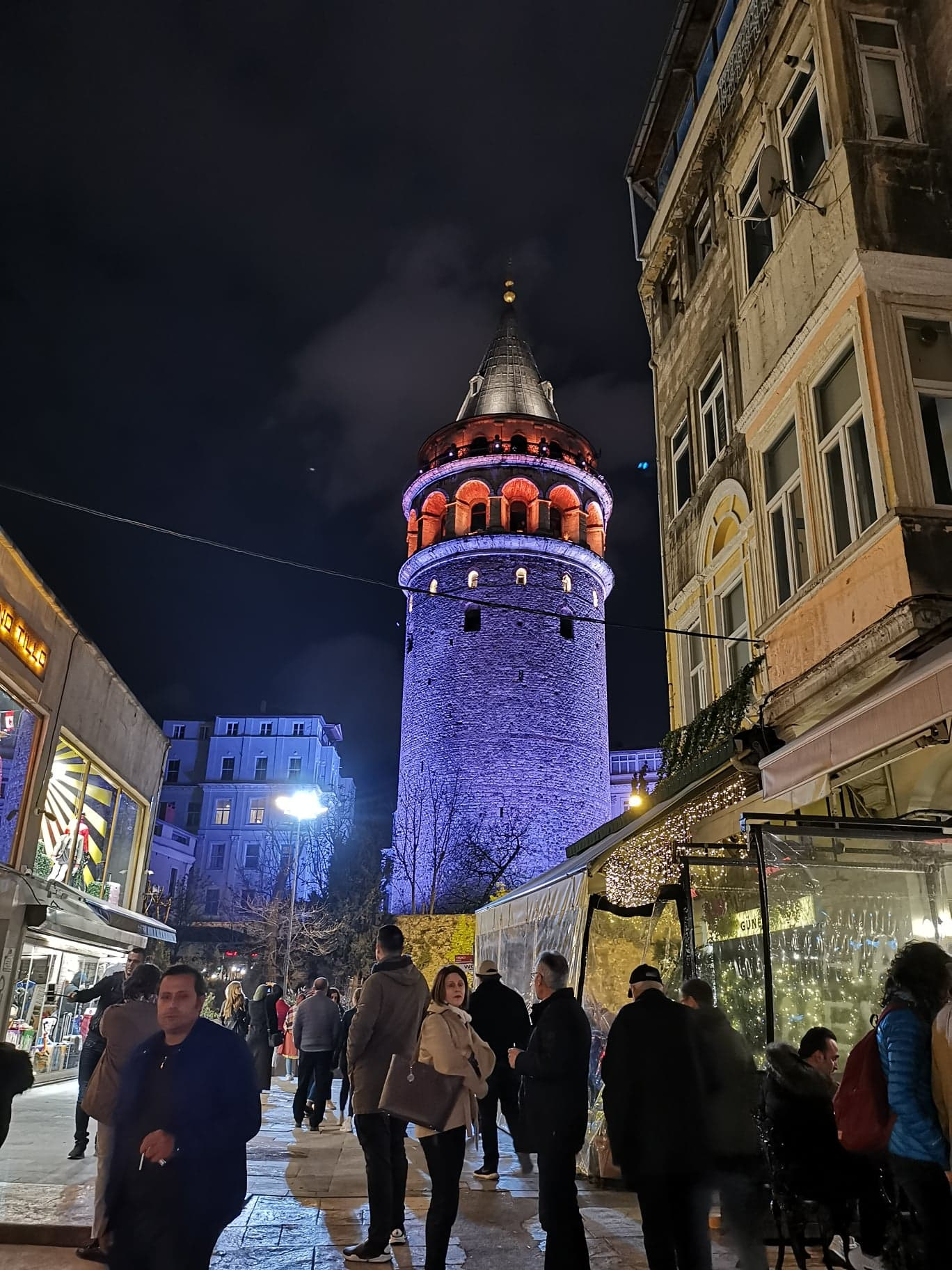
برج غلطة بالليل